# فابريتسيو ديل مونتي
فابريتسيو ديل مونتي (بالإيطالية: Fabrizio Del Monte)‏ هو سائق سباق ومهندس إيطالي. ولد في 5 ديسمبر 1980 في لاتينا في إيطاليا.

## وصلات خارجية
- فابريتسيو ديل مونتي على موقع DriverDB.com (الإنجليزية)